# Belirang-Beriti
Belirang-Beriti és un complex volcànic que s'eleva al damunt de la plana Semalako al sud-oest de Sumatra, Indonèsia. El seu cràter fa 1,2 km d'ample.